# Aprimira
Aprimira® o también Prunus×'Aprimira' es una variedad cultivar de ciruelo (Prunus domestica var. syriaca) (Prunus×'Aprimira') de las denominadas ciruelas europeas, es marca registrada® Variedad club.
Una variedad de ciruela criada antes de 1994 en el  "Forschungsanstalt Geisenheim" (Instituto de Investigación Geisenheim) en Geisenheim / Rheingau (Alemania), mediante el cruce de las variedades 'Mirabelle von Herrenhausen' x 'Orangered', y se comercializó en 1999.
Las frutas tienen una talla de tamaño mediano de forma ovalada alargada ligeramente asimétrica, con peso promedio de 35 g, piel amarillo anaranjado con tendencia a presentar manchas rosadas en la zona expuesta al sol, recubierta de abundante pruina, fina, blanquecina, y una pulpa color amarillo anaranjado, es dulce como la miel (28 - 30 °Brix), textura firme, y tiene un sabor especiado y aromático contiene un claro aroma a albaricoque.

## Sinonimia
- "Miracose",[6]
- "Aprikola",
- "Apribelle",
- "Aprikosenmirabelle",
- "Apricot Mirabelle",
- "Meruňko-mirabelka",
- "plody kulaté,
- "žluté barvy"

## Historia
'Aprimira'® variedad de ciruela incluida en el grupo de las Mirabelle, obtenida por el cruce de las variedades 'Mirabelle von Herrenhausen' como "Parental Madre" x fecundada por el polen de la variedad 'Orangered' como "Parental Padre", antes de 1994 en el "Forschungsanstalt Geisenheim" (Instituto de Investigación Geisenheim), situado en Geisenheim / Rheingau (Alemania). Se comercializó en 1999 como marca registrada® Variedad club.
'Aprimira'® tiene un aspecto similar al albaricoque. Sin embargo, no hay ninguna relación con ella. Tampoco es una forma cruzada entre el albaricoque y la ciruela mirabel. La variedad se creó a partir de una plántula de 'Mirabelle von Herrenhausen' y una ciruela cultivada 'Orangered'.
'Aprimira'® es una de las variedades de ciruela resistentes al Virus de la Sharka.

## Características
'Aprimira'® árbol de porte de crecimiento suelto, ancho y medio fuerte. Crece mejor en un lugar cálido y soleado, idealmente protegido del viento, sus exigencias al suelo del jardín son modestas: debe ser rico en nutrientes, húmico y húmedo y no propenso a encharcarse. Para garantizar la calidad, es necesario aclarar las flores cuando la floración es abundante. Flor blanca, auto polinizable, que tiene un tiempo de floración que comienza a partir del 15 de abril con el 10% de floración, para el 19 de abril tiene una floración completa (80%), y para el 1 de mayo tiene un 90% de caída de pétalos.
'Aprimira'® tiene una talla de tamaño mediano (más del doble de Mirabelle aus Nancy) de forma ovalada alargada ligeramente asimétrica, con peso promedio de 35 g;epidermis tiene una piel amarillo anaranjado con tendencia a presentar manchas rosadas en la zona expuesta al sol, recubierta de abundante pruina, fina, blanquecina; sutura con línea poco visible, de color algo más oscuro que el fruto. Situada en una depresión muy suave, algo más acentuada junto a cavidad peduncular; pedúnculo de longitud mediano, fuerte, leñoso, con escudete muy marcado, muy pubescente, con la cavidad del pedúnculo estrecha, poco profunda, rebajada en la sutura y más levemente en el lado opuesto; pulpa de color amarillo anaranjado, es dulce como la miel (28 - 30 °Brix), textura firme, y tiene un sabor especiado y aromático contiene un claro aroma a albaricoque.
Hueso de fácil deshuesado, mediano, alargado, y plano, con el surco dorsal muy ancho y profundo, los laterales más superficiales, zona ventral poco sobresaliente, superficie rugosa.
Su tiempo de recogida de cosecha es temprano se inicia desde la segunda decena de julio a la primera decena de agosto. Es importante tener precaución al cosechar la ciruela amarilla 'Aprimira', porque los frutos con sus tallos gruesos y de longitud media se magullan rápidamente al caer y sólo pueden transportarse y almacenarse de forma limitada.

## Usos
Se usa comúnmente como postre fresco de mesa buena ciruela de postre de fines de verano. Además ya que la piel blanquecina y perfumada se puede quitar fácilmente se puede procesar por ejemplo en mosto, compota o una deliciosa torta, y elaboración de licores.

## Cultivo
Variedad cultivada principalmente en Alemania, Austria, y República Checa.

## Características y precauciones
Resistente al Virus de la Sharka. La resistencia de 'Aprimira' a la sharka es el resultado de la hipersensibilidad de la cepa al virus. El tejido del árbol muere alrededor del sitio infectado, lo que detiene el avance del patógeno. Por lo tanto, 'Aprimira' solo se puede criar en portainjertos libres de Sharka, si se injerta en un portainjertos infestado, el vástago no crecería debido a la reacción de rechazo.